# Karen Strong
Pour les articles homonymes, voir Strong.
Karen Ann Strong-Hearth, née le 23 septembre 1953 à Toronto, est une coureuse cycliste professionnelle canadienne.

## Palmarès
- 1975
  -  Championne du Canada sur route
  -  Championne du Canada du contre-la-montre
- 1976
  -  Championne du Canada sur route
  - 3e de Omloop van het Westerkwartier
- 1977
  -  Championne du Canada du contre-la-montre
  - 3e du championnat du monde de poursuite
  - Tour de Somerville
- 1979
  - Tour de Somerville
- 1980
  - Tour de Somerville
  - 2e du championnat du monde de poursuite
- 1981
  -  Championne du Canada sur route
  -  Championne du Canada du contre-la-montre
  - Tour de Somerville